# Walter Gotell
Walter Jack Gotell (Bonn, 15 de março de 1924 — Londres, 5 de maio de 1997), nascido Walter Jacques Goettel e mais conhecido como Walter Gotell, foi um ator teuto-britânico que participou de várias produções de cinema e televisão. Notabilizou-se por interpretar o personagem General Gogol, chefe da KGB, nos filmes da série James Bond estrelados por Roger Moore. Além disso, desempenhou o papel do vilão Morzeny no longa-metragem From Russia with Love (1963) e apareceu como Gogol na parte final de The Living Daylights (1987), o filme de estreia de Timothy Dalton na franquia Bond.

## Primeiros anos
De família judaica, Gotell nasceu Walter Jacques Goettel em Bonn, na Alemanha, em 1924. Por volta da década de 1930, ele emigrou com seus pais para a Inglaterra devido à ascensão nazista na Alemanha. Falante fluente de inglês, ele foi naturalizado como cidadão britânico em 1948. Teve suas primeiras experiências com atuação numa companhia de teatro de repertório, da qual passou direto para o cinema, devido à escassez de atores jovens durante a Segunda Guerra Mundial.

## Carreira
Em seu primeiro trabalho no cinema, Gotell desempenhou um papel não creditado no longa-metragem britânico The Day Will Dawn (1942). Por ser multilíngue e ter um semblante de aspecto "severo", ele passou a ser frequentemente escalado para interpretar vilões ou oficiais alemães, de modo que todos os seus primeiros filmes trataram da guerra. Ele começou a receber papéis de maior destaque no início dos anos 1950. Em The African Queen (1951), contracenou com Humphrey Bogart e Katharine Hepburn. Também apareceu em produções com a temática do nazismo como Ice Cold in Alex (1958), Sink the Bismarck! (1960), The Guns of Navarone (1961) e o suspense de ficção científica The Boys from Brazil (1978), em que interpretou um assassino enviado por Josef Mengele (Gregory Peck) par matar o pai de um clone de Hitler.
Sua primeira aparição na cinessérie James Bond foi em From Russia with Love (1963), no qual interpretou Morzeny, que na trama é um integrante da organização terrorista internacional SPECTRE e capanga da vilã Rosa Klebb (Lotte Lenya). A partir de The Spy Who Loved Me (1977), ele passou a desempenhar o papel pelo qual se tornou mais conhecido: o personagem recorrente Anatol Gogol, um general da KGB. Gotell recebeu esse papel, em parte, por causa de sua semelhança física com o ex-chefe da polícia secreta soviética, Lavrenti Beria. O personagem retornou em Moonraker (1979), For Your Eyes Only (1981), Octopussy (1983), A View to a Kill (1985) e The Living Daylights (1987). Junto com Charles Gray, Richard Kiel e Joe Don Baker, Gotell é um dos poucos atores que interpretou um vilão e um aliado de Bond na série.
Ao longo de sua carreira, Gotell também participou de diversas atrações de televisão, incluindo Softly, Softly: Task Force, série policial da BBC na qual interpretou o chefe de polícia Arthur Cullen ao longo de 55 episódios transmitidos entre 1969 e 1975. Apareceu ainda em episódios da produção britânica  The Saint (ITV) e de algumas séries norte-americanas populares na década de 1980, entre as quais Knight Rider, The A-Team, Airwolf, Miami Vice, Cagney & Lacey e The X-Files. Entre seus últimos trabalhos no cinema, estão a fantasia Wings of Fame (1980), com Peter O'Toole e Colin Firth, a comédia The Pope Must Die (1991) e a aventura Prince Valiant (1997).

## Vida pessoal
O ator foi casado duas vezes e teve duas filhas. Seu primeiro matrimônio, com a atriz britânica Yvonne Hills, durou de 1958 até a morte dela em 1974. Eles tiveram uma filha, Carol, nascida em 1960. Gotell se casou pela segunda vez em 1974, com Celeste Fitzgerald Mitchell. Além de ator, ele era empresário e usava seus salários obtidos com a atuação para financiar seus interesses comerciais. Administrou um grupo de empresas de engenharia e era proprietário de uma fazenda na Irlanda, a qual dedicou a maior parte do tempo em seus últimos anos. O artista morreu, vítima de câncer, em 5 de maio de 1997, em Londres.

## Filmografia parcial

### Cinema
| Ano  | Título                              | Papel                              | Notas                         | Ref.   |
| ---- | ----------------------------------- | ---------------------------------- | ----------------------------- | ------ |
| 1942 | The Day Will Dawn                   | Soldado alemão                     | Não creditado                 | [ 11 ] |
| 1942 | The Goose Steps Out                 | Guarda da SS                       |                               | [ 13 ] |
| 1942 | Secret Mission                      | Tenente Langfeld                   |                               | [ 13 ] |
| 1942 | Tomorrow We Live                    | Soldado                            |                               | [ 11 ] |
| 1943 | We Dive at Dawn                     | Capitão de submarino alemão        | Não creditado                 | [ 11 ] |
| 1943 | Schweik's New Adventures            | Membro da resistência capturado    |                               | [ 11 ] |
| 1943 | The Night Invader                   | George                             |                               | [ 11 ] |
| 1944 | Two Thousand Women                  | Soldado alemão                     | Não creditado                 | [ 11 ] |
| 1948 | No Orchids for Miss Blandish        | Joe, porteiro da boate             |                               | [ 14 ] |
| 1950 | Cairo Road                          | Guarda prisional                   |                               | [ 11 ] |
| 1950 | The Wooden Horse                    | O seguidor                         |                               | [ 11 ] |
| 1951 | Lilli Marlene                       | Diretor de propaganda              |                               | [ 11 ] |
| 1951 | The Man with the Twisted Lip        | Luzatto                            | tcc.: The Man Who Disappeared | [ 11 ] |
| 1951 | The African Queen                   | Segundo oficial alemão do 'Louise' |                               | [ 11 ] |
| 1953 | The Red Beret                       | Sentinela alemão                   |                               | [ 11 ] |
| 1953 | Albert, R.N.                        | Feldwebel                          |                               | [ 11 ] |
| 1953 | Desperate Moment                    | Criado                             | Não creditado                 | [ 11 ] |
| 1953 | The Case of the Studio Payroll      | (Desconhecido)                     | tcc.: Stryker of the Yard     | [ 11 ] |
| 1954 | Duel in the Jungle                  | Jim                                |                               | [ 15 ] |
| 1955 | Above Us the Waves                  | Oficial alemão em Tirpitz          |                               | [ 13 ] |
| 1956 | 1984                                | Guarda                             | Não creditado                 | [ 11 ] |
| 1956 | The Man Who Knew Too Much           | Guarda                             | Não creditado                 | [ 15 ] |
| 1958 | The Man Inside                      | Profuno                            |                               | [ 15 ] |
| 1958 | Ice Cold in Alex                    | Primeiro oficial alemão            |                               | [ 11 ] |
| 1959 | I Was Monty's Double                | Coronel alemão                     |                               | [ 11 ] |
| 1959 | The Bandit of Zhobe                 | Azhad Khan                         |                               | [ 15 ] |
| 1959 | The Treasure of San Teresa          | Inspetor de Hamburgo               |                               | [ 11 ] |
| 1960 | Sink the Bismarck!                  | Oficial Miller                     | Não creditado                 | [ 11 ] |
| 1960 | Circus of Horrors                   | Von Gruber                         |                               | [ 14 ] |
| 1960 | The Two Faces of Dr. Jekyll         | Jogador de azar                    | Não creditado                 | [ 8 ]  |
| 1961 | The Guns of Navarone                | Muesel                             |                               | [ 15 ] |
| 1961 | Circle of Deception                 | Ballard (Phoney)                   |                               | [ 11 ] |
| 1961 | The Devil's Daffodil                | Superintendente Whiteside          |                               | [ 11 ] |
| 1962 | The Devil's Agent                   | Dr. Ritter                         | Não creditado                 | [ 11 ] |
| 1962 | The Longest Day                     | Oficial alemão                     | Não creditado                 | [ 16 ] |
| 1962 | Road to Hong Kong                   | Dr. Zorbb                          |                               | [ 15 ] |
| 1963 | 55 Days at Peking                   | Capitão Hoffman                    |                               | [ 15 ] |
| 1963 | The Damned                          | Major Holland                      | tcc.: These Are the Damned    | [ 11 ] |
| 1963 | Lancelot and Guinevere              | Sir Cedric                         |                               | [ 11 ] |
| 1963 | From Russia with Love               | Morzeny                            |                               | [ 11 ] |
| 1965 | The Spy Who Came in From The Cold   | Holten                             | Não creditado                 | [ 11 ] |
| 1965 | Lord Jim                            | Capitão de Patna                   |                               | [ 15 ] |
| 1968 | Attack on the Iron Coast            | Van Horst                          |                               | [ 15 ] |
| 1969 | Cry Wolf                            | (Desconhecido)                     |                               | [ 11 ] |
| 1969 | The File of the Golden Goose        | Leeds                              |                               | [ 11 ] |
| 1972 | Our Miss Fred                       | Schmidt                            |                               | [ 11 ] |
| 1972 | Endless Night                       | Constantine                        |                               | [ 11 ] |
| 1977 | March or Die                        | Coronel Lamont                     |                               | [ 11 ] |
| 1977 | Black Sunday                        | Coronel Riaf                       |                               | [ 15 ] |
| 1977 | The Spy Who Loved Me                | General Gogol                      |                               | [ 15 ] |
| 1977 | Uppdraget                           | Frankenheimer                      | tcc.: The Assignment          | [ 15 ] |
| 1978 | The Boys from Brazil                | Mundt                              |                               | [ 15 ] |
| 1978 | The Stud                            | Ben Khaled                         |                               | [ 11 ] |
| 1978 | The Word                            | Hennig                             |                               | [ 11 ] |
| 1979 | The Omega Connection                | Simmons                            | tcc.: The London Connection   | [ 11 ] |
| 1979 | Moonraker                           | General Gogol                      |                               | [ 15 ] |
| 1979 | Cuba                                | Don Jose Pulido                    |                               | [ 15 ] |
| 1981 | For Your Eyes Only                  | General Gogol                      |                               | [ 15 ] |
| 1983 | Octopussy                           | General Gogol                      |                               | [ 15 ] |
| 1983 | The Scarlet and the Black           | General Max Helm                   |                               | [ 11 ] |
| 1984 | Memed My Hawk                       | Sargento Asim                      |                               | [ 11 ] |
| 1985 | A View to a Kill                    | General Gogol                      |                               | [ 15 ] |
| 1985 | KGB The Secret War                  | Nicholai                           |                               | [ 17 ] |
| 1985 | Basic Training                      | Embaixador Gotell                  |                               | [ 18 ] |
| 1987 | The Living Daylights                | General Gogol                      |                               | [ 15 ] |
| 1988 | Sleepaway Camp II: Unhappy Campers  | Tio John                           |                               | [ 18 ] |
| 1990 | Wings of Fame                       | Recepcionista                      |                               | [ 11 ] |
| 1990 | Puppet Master III: Toulon's Revenge | General Müeller                    |                               | [ 11 ] |
| 1991 | The Pope Must Die                   | (Desconhecido)                     |                               | [ 1 ]  |
| 1997 | Prince Valiant                      | Erik o velho                       | Último papel no cinema        | [ 19 ] |

### Televisão
| Ano     | Título                             | Papel                           | Notas                                                | Ref.   |
| ------- | ---------------------------------- | ------------------------------- | ---------------------------------------------------- | ------ |
| 1953    | Will Shakespeare                   | Shylock                         | Produção de estúdio ao vivo                          | [ 20 ] |
| 1954    | That Lady                          | Manuel Ortega                   | Produção de estúdio ao vivo                          | [ 20 ] |
| 1954    | Count Albany                       | Cavalheiro estranho             | Produção de estúdio ao vivo                          | [ 20 ] |
| 1955    | The Vise                           | Anton                           | Episódio: "Murder of a 'Ham'"                        | [ 11 ] |
| 1956    | Potts in Parovia                   | Coronel Schmidt                 | Episódio: "Send for Potts!"                          | [ 11 ] |
| 1956    | The Adventures of Aggie            | Capitão da polícia              | Episódio: "Tangier"                                  | [ 11 ] |
| 1956    | The Fugitive                       | (Desconhecido)                  | Telefilme                                            | [ 11 ] |
| 1956    | Sunday-Night Theatre               | Mir Jaffar                      | Episódio: "Clive of India"                           | [ 20 ] |
| 1957    | Overseas Press Club - Exclusive!   | Oficial da Gestapo              | Episódio: "My Favourite Kidnapper"                   | [ 11 ] |
| 1957    | O.S.S.                             | (Desconhecido)                  | Episódio: "Operation Tulip"                          | [ 11 ] |
| 1957    | The New Adventures of Charlie Chan | Inspetor Steiner                | Episódio: "Hamlet in Flames"                         | [ 11 ] |
| 1958    | Ivanhoe                            | Senhorio                        | Episódio: "Brothers in Arms"                         | [ 21 ] |
| 1958-59 | Television World Theatre           | Dr. Jellinek / Tenente católico | 2 episódios                                          | [ 20 ] |
| 1959    | Television Playwright              | General Kerch                   | Episódio: "The Dark Side of the Earth"               | [ 11 ] |
| 1959    | Armchair Theatre                   | Primeiro policial               | Episódio: "The Scent of Fear"                        | [ 11 ] |
| 1959    | Interpol Calling                   | (Desconhecido)                  | Episódio: "Money Game"                               | [ 11 ] |
| 1959    | Behind Closed Doors                | (Desconhecido)                  | Episódio: "The Obelisk"                              | [ 11 ] |
| 1959    | William Tell                       | (Desconhecido)                  | Episódio: "The Trap"                                 | [ 11 ] |
| 1959    | The Invisible Man                  | Lloyd                           | Episódio: "Shadow Bomb"                              | [ 22 ] |
| 1960    | Man from Interpol                  | Karl/Gerhardt                   | 2 episódios                                          | [ 23 ] |
| 1961    | Sunday-Night Play                  | Don Manuel Ortega               | Episódio: "That Lady"                                | [ 20 ] |
| 1964    | The Saint                          | Hans Lasser                     | Episódio: "The Hi-Jackers"                           | [ 22 ] |
| 1968    | Sherlock Holmes                    | Henderson                       | Episódio: "Wisteria Lodge"                           | [ 14 ] |
| 1969-75 | Softly, Softly: Task Force         | Chefe de polícia Cullen         | 55 episódios                                         | [ 8 ]  |
| 1974    | The Zoo Gang                       | Maurice Boucher                 | Episódio: "Revenge: Post-Dated"                      | [ 24 ] |
| 1977    | The Professionals                  | Sam Baker                       | Episódio: "The Female Factor"                        | [ 25 ] |
| 1983    | Hallelujah!                        | Tenente Coronel Henderson       | 1 episódio                                           | [ 11 ] |
| 1983    | Scarecrow and Mrs. King            | Curt Hollander                  | Episódio: "Service Above and Beyond"                 | [ 25 ] |
| 1984    | Airwolf                            | Helmut Kruger                   | Episódio: "Fight Like a Dove"                        | [ 25 ] |
| 1984    | Fantasy Island                     | [Ator convidado]                | Episódio: "Bojangles and the Dancer/Deuces Are Wild" | [ 26 ] |
| 1985    | The A-Team                         | Ramon DeJarro                   | Episódio: "Where Is the Monster When You Need Him?"  | [ 22 ] |
| 1985    | Knight Rider                       | Simon Carascas                  | Episódio: "Knight Sting"                             | [ 22 ] |
| 1985    | Robert Kennedy and His Times       | Anatoly Dobrynin                | 2 episódios                                          | [ 25 ] |
| 1985    | Lace II                            | General Zedd                    | Telefilme                                            | [ 25 ] |
| 1986    | Miami Vice                         | Max Klizer                      | Episódio: "When Irish Eyes Are Crying"               | [ 22 ] |
| 1986    | Spenser for Hire                   | Max Claus                       | Episódio: "A Madness Most Discreet"                  | [ 27 ] |
| 1987-89 | MacGyver                           | General Barenov                 | 2 episódios                                          | [ 19 ] |
| 1988    | Star Trek: The Next Generation     | Kurt Mandl                      | Episódio: "Home Soil"                                | [ 22 ] |
| 1989    | Freddy's Nightmares                | Kemmerling                      | 1 episódio                                           | [ 19 ] |
| 1989    | The Nightmare Years                | General Von Fritsch             | Minissérie                                           | [ 25 ] |
| 1992    | Tales from the Crypt               | Mr. Hertz                       | Episódio: "This'll Kill Ya"                          | [ 25 ] |
| 1995    | The X-Files                        | Victor Klemper                  | Episódio: "Paper Clip"                               | [ 22 ] |

### Outros créditos
| Ano  | Título                         | Papel           | Notas                           | Ref.   |
| ---- | ------------------------------ | --------------- | ------------------------------- | ------ |
| 2000 | Inside 'From Russia with Love' | Ele mesmo       | Documentário de curta-metragaem | [ 28 ] |
| 2003 | Puppet Master: The Legacy      | General Mueller | Filmagens de arquivo            | [ 29 ] |